# José María Campagnoli
José María Campagnoli (Buenos Aires, 3 de enero de 1961) es un abogado argentino que ejerce como fiscal desde 1993. Está a cargo de la Fiscalía de Distrito de los barrios de Saavedra y Nuñez.

## Biografía

### Comienzos
Nacido en la ciudad de Buenos Aires, cursó la escuela primaria en el colegio Guadalupe y la media en el Nacional Nicolás Avellaneda. Se recibió de abogado en la Universidad de Buenos Aires. 
Fue nombrado en Tribunales en 1979 con el último cargo del escalafón. Hizo toda la carrera judicial en Juzgados criminales, ocupando diversos cargos.

### Década de 1990
En 1993 fue nombrado Fiscal de la Nación a cargo de la Fiscalía en lo Criminal de Instrucción 33.
A fines de los años 1990, tuvo a su cargo varias investigaciones sobre trata de mujeres y prostitución de menores, logrando, entre otras, detener a Gabriel Conde, dueño del cabaret Shampoo, quien luego se fugó a México. Entre 1993 y 1995, formó parte de un grupo de fiscales bautizados con el nombre de Los Centauros, cuyo mentor era Norberto Quantín, integrado por los fiscales Adrián Giménez, Ana María Jacobucci y Pablo Lanusse.
En 1996, denunció al intendente porteño Jorge Domínguez por la venta del inmueble en Beruti y Coronel Díaz donde funcionaba la Subsecretaría de Certificaciones comunal.
En 1998, llevó el caso Spartacus, donde acusó al juez federal Norberto Oyardbide de encubrir a la Policía Federal. Ese año promovió el enjuiciamiento del expresidente del Concejo Deliberante porteño, José Manuel Pico. En noviembre de 2002, Pico, fue condenado a catorce años de prisión por enriquecimiento ilícito.
En julio de 1999, cuando trabajaba como fiscal de instrucción bajo la órbita del fiscal general Norberto Quantin, a cargo de la Fiscalía 3, Campagnoli participó de la prueba piloto de la primera fiscalía descentralizada de todo el país en Arias 441 del barrio de Saavedra. El procurador general de la Nación, Nicolás Becerra, había organizado la creación de fiscalías descentralizadas en la ciudad de Buenos Aires, para que tuvieran turnos permanentes en las comisarías de cada barrio y trabajaran con los mismos juzgados que las mismas. 
El 30 de agosto de 1999, tuvo a su cargo el caso Cabello, cuando una madre y su pequeña hijita fueron atropelladas en la Av. Cantilo. Campagnoli consideró que se trató de un homicidio doloso. En 2003 Cabello fue condenado por ese homicidio doloso.

### Décadas de 2000 y 2010
En junio de 2003, por decreto 162/2003 se lo designó subsecretario de Protección Civil del Ministerio de Justicia, Seguridad y Derechos Humanos. En julio de 2004 se negó a reprimir durante incidentes en la Legislatura Porteña cuando un grupo de 500 personas entró por la fuerza y causó destrozos. La policía tardó más de tres horas en actuar. Campagnoli renunció al cargo el 25 de julio de 2004, junto a Quantín y Gustavo Béliz.
En 2004, como subsecretario de Justicia, tuvo a su cargo la investigación de la toma de la comisaría de La Boca por un grupo de piqueteros dirigidos por Luis D'Elia. Campagnoli negoció, durante toda la noche, una salida pacífica prometiendo buscar al asesino del piquetero Cisneros. Las órdenes de allanamiento y detención quedaron a cargo del juez Oyarbide. Campagnoli y Quantín fueron acusados de desobedecer la orden judicial para proteger a D'Elía, aliado del gobierno.

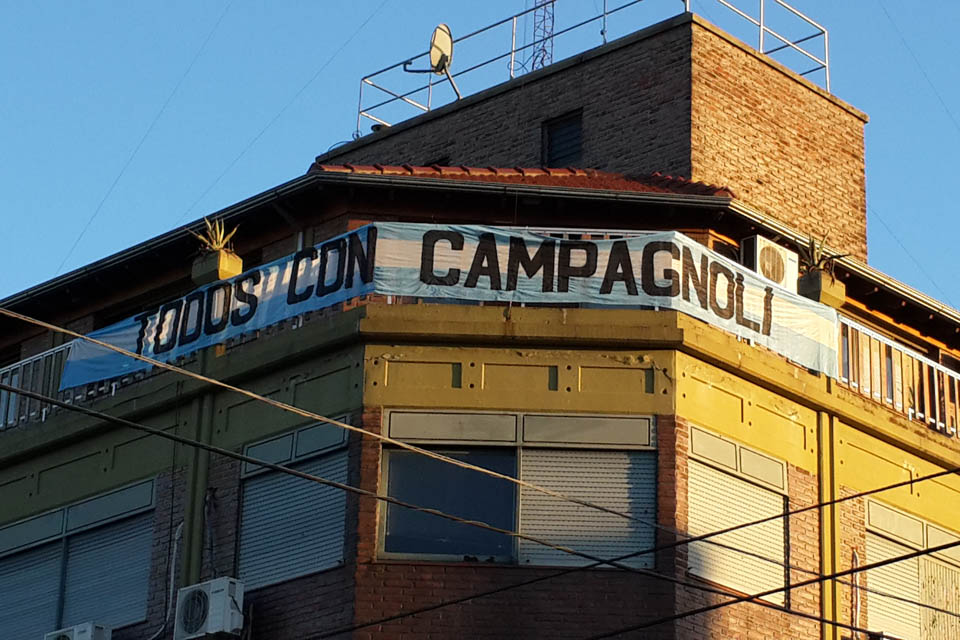
Así amaneció su Fiscalía el día de la suspensión

En 2003, por Ley 25.748, se creó la Fiscalía de distrito en el barrio de Saavedra-Núñez de la ciudad de Buenos Aires, con los titulares de la Fiscalía de Instrucción 33 y de la Correccional 11, las que fueron transformadas y pasaron a denominarse los cargos aquellos en Fiscales de distrito en lo criminal de instrucción, correccional y menores de la Fiscalía de Distrito de Saavedra-Núñez.
En 2007, investigó la muerte de Gonzalo Acro y Gonzalo Saucedo a manos de barrabravas de River Plate que terminaron presos, aunque ni el club ni su presidente fueron responsabilizados. La mayoría de los casos contra la barrabrava de River Plate fueron suyas. También tuvo la causa conocida como la batalla de los quinchos en la que se enfrentaron facciones de la barrabrava de Ríver.
En 2012, durante un allanamiento solicitado por la Fiscalía de Campagnoli y ordenado por un juez en una causa de tentativa de homicidio, el Grupo Especial de Operaciones Federales (G.E.O.F.) de la Policía Federal Argentina, asesinó a una persona en su cama.
En 2013 investigó un posible intento de secuestro que tuvo entre las víctimas a los dos hijos del empresario Ricardo Fort.
El 4 de junio de 2014, fue declarado ciudadano ilustre en Ciencias Jurídicas por la Legislatura porteña. Esa declaración fue repudiada por el dirigente Martín Sabbatella de Nuevo Encuentro-Frente para la Victoria.

#### Jury de enjuciamiento y suspensión
En diciembre de 2013, el Consejo Evaluador recomendó iniciar la instancia de enjuiciamiento contra Campagnoli a los fines de evaluar si correspondía su remoción por “abuso de poder” y “mal desempeño”. La acusación es por no haber investigado un caso de administración fraudulenta contra el financista Federico Elaskar y modificar el objeto procesal de dicha causa con el objeto de desarrollar una investigación paralela a la que el fiscal Guillermo Marijuán cursaba en la justicia federal. También se lo acusa de abuso de autoridad en casos de violencia institucional en el Barrio Mitre, en Saavedra y de varias irregularidades, entre ellas, hacer inteligencia telefónica para defender su posición. En 2014, tenía en curso una veintena de denuncias, por abuso de poder, mal desempeño e irregularidades en sus investigaciones.
El 10 de junio de 2014, la Cámara en lo Contencioso Administrativo confirmó en fallo unánime la suspensión de Campagnoli y su remisión a juicio político por mal desempeño en sus funciones.
En junio, María Cristina Martínez Córdoba —integrante del jury contra Campagnoli— recibió una serie de mensajes amenazantes indicando que “cuando salga a la calle nos vamos a acordar de vos”, “si votás contra Campagnoli, que el infierno te consuma”, tras lo cual decidió pedir licencia. Días más tarde, el fiscal Adolfo Villate —miembro del jury— denunció amenazas de muerte en su contra. Una semana después aparecieron pintadas con insultos contra el juez y frases a favor de Campagnoli sobre la fachada de la casa de Villate.
La remoción fue considerada por Campagnoli como “un intento de disciplinar a los fiscales para que no sigan adelante investigaciones de este tipo” y “mis investigaciones preocuparon a poderosos y se generó esta instancia de juicio político y persecución.”

#### Restitución
El 17 de julio de 2014, siete meses después de su suspensión para afrontar un juicio político por haber investigado al empresario Lázaro Báez, fue restituido por cuatro votos contra tres.
Las palabras de Campagnoli fueron:

“No tengo ninguna duda de que el masivo apoyo que recibí de la gente, además del gran trabajo de mis abogados, el efecto de la marcha multitudinaria y la difusión de los medios de comunicación, incidieron en que se levantara la suspensión”.

En una encuesta de la consultora Giacobbe y Asociados, para determinar un ranking de las "personas más honestas", Campagnoli quedó en el puesto 15. En julio de 2015, ocupó el puesto 25 de otra encuesta sobre los "100 líderes más honestos", realizada por la misma agencia por encargo de la Revista Noticias.
A los pocos días de ser electo Mauricio Macri como presidente de la Nación, la diputada Elisa Carrio lo propuso como procurador general de la Nación. El lugar fue para Eduardo Casal.
En 2016 fue propuesto por el Gobierno Nacional para hacerse cargo de la búsqueda de los prófugos, después de las desinteligencias en el caso de la fuga de los hermanos Cristian y Martín Lanatta y Víctor Schillaci del penal de General Alvear.

## Casos relevantes

### CasoEspartacusy los prostíbulos VIP
El fiscal Campagnoli tuvo a su cargo las investigaciones de los prostíbulos VIP Aramis e Insomnio y demostró la protección que la policía les daba a sus dueños, Jorge Pardeiro y Carlos Pellegrini. En 1998, como fiscal de instrucción, tuvo a su cargo la investigación del Caso Spartacus, en el que se vio involucrado el juez federal Norberto Oyarbide. Campagnoli presentó un informe ante la Comisión de Juicio Político de la Cámara de Diputados de la Nación, en el que vinculaba a Oyarbide con el mundo del proxenetismo y una serie de prostíbulos en los barrios más caros de la ciudad de Buenos Aires. El juez Oyarbide era el padrino del hijo de Carlos Perciavalle, regente de los prostíbulos Partenaire y La Saison. 
Oyarbide no podía justificar su patrimonio con su salario y fue investigado por enriquecimiento ilícito por el juez Ismael Muratorio. En 1998, Campagnoli llevó a juicio al juez Oyarbide, quien resultó absuelto. En 2001 se pidió el juicio político de Oyarbide por esta causa.
Investigó al peluquero Miguel Romano por estafa; En 2009, jefes policiales fueron llevados a juicio, entre ellos el comisario Ricardo Sofandi, pero fue declarada la prescripción de la causa por paso del tiempo.

### Caso Cabello
El 30 de agosto de 1999, tuvo a su cargo el caso Cabello, cuando una madre y su pequeña hija, fueron atropelladas en la Avenida Cantilo durante una picada de autos por Sebastián Cabello. Campagnoli consideraba que no se trataba de un siniestro, sino de un homicidio doloso, que se había tratado de una carrera de autos en la cual el conductor había preparado el motor para quebrar el límite permitido de velocidad, ya que iba a casi 160 km/h y que el autor del hecho estaba más preocupado por cómo había quedado su auto destrozado que por las muertes que había causado. Por eso quiso llevar el caso a un juzgado criminal de instrucción y no a uno correccional. En 2003 Cabello fue condenado por homicidio doloso en un hecho de tránsito y el tribunal consideró que se trataba de un homicidio provocado por imprudencia ya que el conductor conocía los riesgos de correr una picada a altas velocidades en una concurrida avenida. Este hecho emblemático por su repercusión mediática determinó un cambio en las leyes y un agravamiento de las penas por homicidio en siniestros de tránsito.

### Caso Báez
En 2013 fue designado como fiscal en el caso Lázaro Báez que investiga al empresario por el delito de lavado de activos. Surge a partir de una investigación del programa Periodismo para todos (PPT) que incluyó el testimonio de Federico Elaskar y Leonardo Fariña admitiendo su participación y el rol de Báez como testaferro de Néstor Kirchner.
Los abogados defensores de Báez interpusieron un recurso ante la Sala V de la Cámara de Apelaciones en lo Criminal y Correccional denunciando una supuesta "confabulación entre el fiscal Campagnoli, su hermana Marcela Campagnoli y la diputada nacional Elisa Carrió” para culpar al empresario. Según la presentación "su hermana tenía un concreto interés en consolidar una hipótesis que beneficie a la facción política a la que pertenece y también a ella misma". La Cámara del Crimen ordenó a la jueza Lanz revisar todo lo actuado.
El entorno del fiscal y los políticos opositores denunciaron que el oficialismo denunciaba a Campagnoli para evitar que investigue a Báez. La exdiputada radical Silvana Giudici denunció que organismos del Estado funcionaban como "redes de espionaje y persecución política" contra el fiscal y sus simpatizantes. La Embajada de EE. UU. reconoció haber recibido un pedido de la fiscal sucesora de Campagnoli solicitando las identidades de los usuarios de Twitter  simpatizantes del fiscal. Tanto sus abogados, manifestantes, periodistas y políticos opositores a Cristina Fernández de Kirchner, denunciaron que se trataba de un caso de censura por investigar a Lázaro Báez. Denunciaron irregularidades en su procesamiento y sostuvieron que se trataba de un intento de impedir las investigaciones de delitos cercanos al gobierno kirchnerista.
En 2014, Campagnoli fue denunciado por haber recibido un dictamen elaborado por abogados del Grupo Clarín. Se presentó como prueba un borrador del dictamen que Campagnoli presentó el 22 mayo sobre Federico Elaskar y que había sido presentado previamente de forma incompleta por los abogados del multimedio en un juicio civil.
El 5 de abril de 2016, queda detenido Lázaro Báez, negándosele la excarcelación. El 6 de noviembre de 2017, el juez da por cerrada la investigación y la causa va a juicio oral y público. El juicio comienza el 26 de febrero de 2019.

## Denuncias judiciales en su contra

### Denuncia por desobediencia
En 2010 fue procesado, junto al exsubsecretario de Seguridad Interior Norberto Quantín, por no haber desalojado a Luis D'Elía cuando éste tomó la comisaría 24 de la Capital. D'Elía salió indemne. Los funcionarios Quantin y Campagnoli fueron acusados de evitar el desalojo del lugar ordenado por la jueza en turno esa madrugada. La actitud de Campagnoli le valió verse involucrado, junto con Quantín, en una denuncia promovida por la jueza Crotto por el delito de "desobediencia". El juez federal Jorge Urso los denunció por incumplimiento de los deberes de funcionario público; aunque fueron todos sobreseídos.

### Denuncia por patentes ilegales
En 2014 el legislador Pablo Ferreyra del Partido Seamos Libres lo denunció por la utilización de patentes ilegales, prohibidas años antes. Para el legislador de la Ciudad de Buenos Aires, "un fiscal por la función que tiene no puede desconocer las leyes. Lo más indignante para la ciudadanía es que exhiba su ilegalidad sin recibir por ello ninguna reprobación social ni sanción legal", consideró. La denuncia realizada en los juzgados de Comodoro Py fue por “abuso de autoridad y violación de deberes de funcionario público” y por “falsificación, alteración o supresión de número registro”. La denuncia recayó en el juzgado federal 12 a cargo de Sergio Torres.

### Denuncia por espionaje y abuso de poder
En 2014, la Procuraduría contra la Violencia Institucional denunció que en la sede de la Fiscalía de Saavedra que encabezaba el suspendido Campagnoli se encontraron más de mil fotos de personas —en su mayoría habitantes del Barrio Mitre— tomadas sin autorización de los involucrados. Según se señala "las fotos eran utilizadas para inducir a víctimas de delitos que acudían a realizar una denuncia para que las reconocieran y, así, abrirles una causa".
Durante su procesamiento, un informe sobre el estado de su fiscalía estableció que de las 3900 causas que decía tener en curso, sólo 380 eran reales Según el informe, Campagnoli mantenía abiertas causas inexistentes en el sistema informático, que le servían de base para pedir mayor cantidad de personal.
La Comunidad Homosexual Argentina denunció a Campagnoli ante la Procuración General de la Nación por vulnerar el derecho a la intimidad y el honor de toda persona, debido a que guardaba fotos de transexuales. Según la CHA, el fiscal contribuye a reforzar criterios arcaicos de peligrosidad y delincuencia, e impone el estigma y la homo/lesbo/transfobia en el poder judicial.

### Denuncia por maltrato a empleados
En 2014, fue denunciado por los legisladores Leonardo Grosso y Jorge Taiana —de la Campaña contra la Violencia Institucional— ante el fiscal federal de San Isidro, Fernando Domínguez, basados en testimonios de empleados que denunciaban maltratos.
Su sucesora cuando fue removido, María de los Ángeles Gutiérrez, denunció espionaje ilegal a los propios empleados.
Empleadas del fiscal Campagnoli denunciaron una campaña en su contra. En una carta, que firmaron una treintena de mujeres aseguraron que Campagnoli "siempre tuvo un trato igualitario" con ellas "con respecto del resto de los empleados" hombres. "Recordamos como nota saliente el compañerismo y el desarrollo de lazos de afecto o amistad que trascendieron las relaciones laborales".

## Vida privada
Tiene una hermana, Marcela Campagnoli, quien fue concejal de la Coalición Cívica y es amiga de Elisa Carrió con su esposa Dolores Piñeiro, quien falleció el 22 de diciembre del 2011.

## Reconocimientos
- Premio Konex - Diploma al Mérito 2018: Magistrados[77]
- Ciudadano Ilustre de la Ciudad de Buenos Aires.[78]